# Grängen (ort)
Grängen är en by i Hjulsjö socken och Hällefors kommun i norra Örebro län, belägen intill sjön Ånsjöagen och Grängen bortanför denna.
Grängen var också tidigare namn på en järnvägsstation tillhörande NBJ, Nora Bergslags Järnväg. I Grängen fanns tidigare förutom stationen, såväl affär (Konsum) som skola (fram till 1930-talet). Stationen lades ner på 1970-talet och spåren mot Nora samt Bredsjö revs upp 1979-1980. Grängen hade reguljär bussförbindelse med länsbussar till slutet av 1980-talet.